# Wallace și Gromit
Wallace și Gromit sunt personajele principale dintr-o serie formată din patru animații britanice filme de scurt metraj și un film de lung metraj, serie creată de Nick Park și studioul Aardman Animations. Toate personajele sunt modelate din plastilină și filmate cu încetinitorul. În România, serialul s-a difuzat pe KidsCo.

## Aventuri

### Filme intre 23-31 de minute
- A Grand Day Out (1989)
- The Wrong Trousers (1993)
- A Close Shave (1995)
- A Matter of Loaf and Death (2008)

### Filme de lung metraj
- Blestemul iepurelui (2005)

### Alte apariții
- Cracking Contraptions (2002)
- Wallace and Gromit's World of Inventions (2010)[1]

## Seriale TV
- Shaun the Sheep (2007 - prezent)
- Timmy Time (2009 - prezent)

## Jocuri video
- W&G: Cracking Contraptions[2] (1995)
- Wallace & Gromit in Project Zoo[3] (2003)
- Wallace & Gromit: The Curse of the Were-Rabbit[4][5] (2005),(2009)
- Wallace & Gromit's Grand Adventures.[6] Primul episod din Grand Adventures, "Fright of the Bumblebees", a fost lansat pe 23 martie 2009.[7] (2008)